# Photisarath II
Photisarath II (sinh năm 1552, mất năm 1627), danh xưng hoàng gia là Samdach Brhat-Anya Chao Bandita Buddhisa Raja Sri Sadhana Kanayudha, là vua thứ 24 của Vương quốc Lan Xang. Ông trị vì từ 1623 đến 1627.
Photisarath II, tên thời trẻ là Chao Ong-Lo, là con trai trưởng của vua Sen Soulintha. Là Thống đốc Sikotabong (nay là Thakhek), ông được các quý tộc đưa lên ngôi năm 1622 sau cái chết của vua Upanyuvarath I.
Ông mất năm 1627, kế vị là vua Mom Keo.